# Schwarzenbruck
Schwarzenbruck è un comune tedesco di 8 527 abitanti, situato nel land della Baviera.